# Din Don - Quando meno te lo aspetti
Din Don - Quando meno te lo aspetti è un film TV di genere commedia del 2024, diretto da Raffaele Mertes ed interpretato da Enzo Salvi ed è il seguito di Din Don - La magia del cinema.
È stato trasmesso in prima visione il 2 agosto 2024 su Italia 1.

## Trama
In paese fervono i preparativi per il matrimonio tra Luigi e la sua fidanzata Luna quando, improvvisamente, arriva in canonica il fratello gemello del vescovo, Angelo. L'uomo è venuto con un intento ben preciso: mettere le mani su un'eredità che lui ritiene gli spetti di diritto ma che finora non aveva mai reclamato, ossia ben 12 lingotti d'oro. Don Donato, suo nipote, prova a dare una mano nel cercarli.

## Ascolti
| Prima TV      | Telespettatori: | Share |
| ------------- | --------------- | ----- |
| 2 agosto 2024 | 578.000         | 4,4%  |

## Sequel
Sono stati girati 2 nuovi seguiti per la serie di film per la televisione: Din Don - Viaggio di nozze a Cinecittà World e Din Don - Paesani spaesati.